# Carina Gödecke
Carina Gödecke (Groß-Gerau, 25 octobre 1958) est une femme politique allemande.